# المدن المقدسة الأربعة

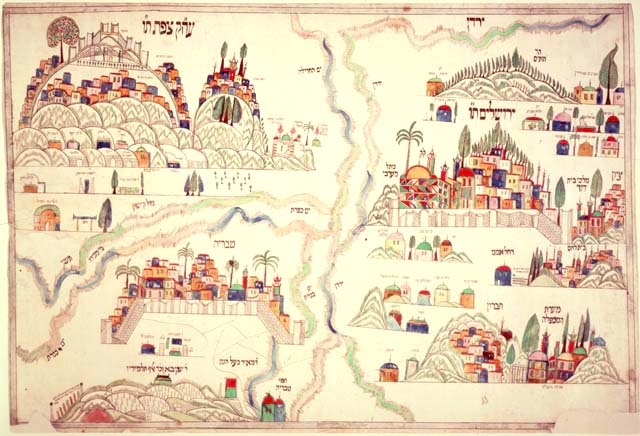
خارطة من القرن التاسع عشر تظهر المدن المقدسة الأربعة اليهودية، مع القدس تحتل الربع الأعلى الأيمن، والخليل أسفلها، ونهر الأردن من الأعلى إلى الأسفل، وصفد في الربع الأعلى الأيسر، وطبريا أسفلها. وتضم كل مدينة من المدن الأربع تماثيل للأضرحة المقدسة، بالإضافة إلى قبور الحاخامات والأولياء الصالحين.

المدن المقدسة (بالعبرية: ארבע ערי הקודש، باليديشية: פיר רוס שטעט) هو مصطلح جماعي في التقاليد اليهودية ويشمل كل من مدينتي القدس والخليل وصفد، وفي وقت لاحق طبريا، وهي المراكز الرئيسية الأربعة للحياة اليهودية بعد السيطرة العثمانية على فلسطين التاريخية. ويعود تاريخ مفهوم «المدن المقدسة» إلى عقد 1640، ومع انضمام طبرية في عام 1740، نتيجة لإنشاء رابطة بين المدن لجمع الهالوككا (أموال للمحتاجين).
وفقاً للموسوعة اليهودية عام 1906 «منذ القرن السادس عشر، انتقلت قداسة فلسطين، خاصةً بالنسبة للدفن، بشكل شبه كامل إلى أربع مدن وهي القدس، الخليل، طبريا، وصفد».
- القدس: وهي المدينة الأكثر تقديساً في الديانة اليهودية، وقد ورد ذكرها في عشرات المواضع في التوراة، وقد ابتدأ تقديس المدينة في عهد الملك داود، عندما اتخذ منها عاصمة لحكمه بعد فتحها، واستمرت كذلك في زمن ابنه سليمان، كما تزايدت قدسيتها ومكانتها بعدما بُني بها الهيكل المقدس الذي يعرف باسم هيكل سليمان، والذي صار منذ ذلك الوقت رمز الدين اليهودي الأقدس.[3]
- الخليل: وهي ثاني أقدس المدن اليهودية وفيها كهف البطاركة أو مغارة المكفيلة، والذي يحوي مقامات للأنبياء إبراهيم، وإسحاق، ويعقوب، وزوجاتهم. وسبب تقديس حبرون أو الخليل عند اليهود، هو أنها العاصمة الأولى للدولة الإسرائيلية في عهد شاؤول، كما أنها الأرض التي شهدت إقامة عدد من كبار رموز اليهودية المبكرة في نواحيها، فالنبي إبراهيم عاش فيها جزءاً من حياته بعدما قدم من العراق، وكذلك عاش فيها اسحق ويعقوب من بعده.
- صفد: يرجع تاريخ تقديس المدينة إلى القرن السادس عشر الميلادي، ذلك أنه في تلك الفترة تم طرد اليهود من إسبانيا، فهرب عدد كبير منهم إلى المغرب ومصر وفلسطين. وكان الكثير من يهود إسبانيا يعتنقون مذهباً روحياً يُعرف بالكابالا، وهو مذهب يعتمد على مجموعة من التفسيرات والتأويلات الباطنية والصوفية اليهودية، هؤلاء استقر الكثير منهم في مدينة صفد تحديداً، حيث كونوا مجتمعاً يهودياً مغلقاً ومنعزلاً عما يحيط بهم من مؤثرات إسلامية أو مسيحية، مما خلق مناخاً مناسباً لظهور عدد من العلماء والمفكرين الذين عملوا على تطوير مذهبهم، ولتصبح المدينة مركزاً للكابالا.
- طبريا: وهي مدينة مهمة في التاريخ اليهودي وتعد المكان الذي تم فيه تأليف التلمود اليروشلمي، ولكن وضعه كمدينة مقدسة يرجع إلى تدفق الحاخامات الذين أسسوا المدينة كمركز للتعلم اليهودي في القرن الثامن عشر والقرن التاسع عشر. بعد فشل ثورة بركوبا ضد الرومان في الربع الأول من القرن الثاني الميلادي، قامت القوات الرومانية بإجلاء اليهود عن مدينة أورشليم، فرحلت جماعات كبيرة منهم إلى مدينة طبريا، وسرعان ما انتقل المجلس الأعلى لليهود المعروف باسم “السنهدرين” إلى طبريا، فأضحت المدينة بمثابة عاصمة الأمة اليهودية الجديدة.[4] وفي القرن الثامن عشر والتاسع عشر نشأت في المدينة مدرسة دينية علمية متميزة، وكان لها أثر كبير في إنتاج مجموعة ضخمة من شروحات التوارة وتفسيرات القصص التوراتية.